# Белодедово (Смоленская область)
Белодедово — деревня в Смоленском районе Смоленской области России. Входит в состав Новосельского сельского поселения. 
Расположена в западной части области в 30 км к северо-западу от Смоленска, в 5 км северо-восточнее автодороги Р133 Смоленск — Невель. В 23 км южнее деревни расположена железнодорожная станция Куприно на линии Смоленск — Витебск. 

## История
В годы Великой Отечественной войны деревня была оккупирована гитлеровскими войсками в июле 1941 года, освобождена в сентябре 1943 года. 